# Redange-sur-Attert
Redange-sur-Attert är en kommun och en stad i västra Luxemburg. Den ligger i kantonen Canton de Redange och distriktet Diekirch, i den västra delen av landet, 24 km nordväst om huvudstaden Luxemburg.

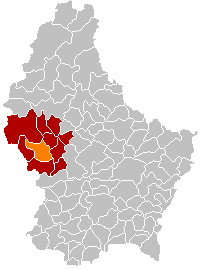
Redange markerad med orange i karta över Luxemburg